# Глонти, Александр Андреевич
Александр Андреевич Глонти (груз. ალექსანდრე ანდრეის ძე ღლონტი, 1912 год, деревня Двабзу, Озургетский район — 1999) — грузинский советский учёный-филолог и фольклорист. Доктор филологических наук, профессор. Академик АН Грузинской ССР.

## Биография
В 1932 году окончил факультет языка и литературы Грузинского государственного педагогического института.
В 1931—1933 годах заведовал «Коммунистическим» культурно-строительным отделом; в 1933—1934 годах сотрудничал в газете «Молодой коммунист», заведующий отделом.
С 1934 по 1936 год учился в аспирантуре Грузинского государственного педагогического института.
В 1935—1937 годах — заведующий отделом молодёжной и детской литературы государственных издательств Грузии. В 1935—1940 и 1947—1980 годах возглавлял научные экспедиции по Гурии, Картли, Кахети, Месхети, Хевсурети, Пшави, Тушети, Сванети, Колхети, Боржомскому ущелью.
В 1938—1941 годах — декан филологического факультета Горийского педагогического института им. Бараташвили, также возглавлял кафедру грузинского языка, преподавал также на кафедре грузинского языка в Цхинвальском государственном педагогическом институте.
Участник Великой Отечественной войны 1941—1945 гг., в 1985 году награждён орденом Отечественной войны 2 степени
После демобилизации, 1945—1952 годах, продолжил руководить кафедрой языка и литературы Горийского педагогического института им. Бараташвили; с 1953 по 1958 год — заведующий кафедрой грузинского языка Цхинвальского государственного педагогического института; в 1960—1967 годах — профессор Тбилисского государственного педагогического института им. Пушкина; в 1967—1990 годах — заведующий кафедрой грузинского языка Орбелианского государственного педагогического университета в Тбилиси, с 1990 года до кончины — профессор на той же кафедре.
Доктор филологических наук, тема диссертации «Исторические корни грузинских народных новелл»